# Sinophorus latifossus
Sinophorus latifossus är en stekelart som beskrevs av Sanborne 1984. Sinophorus latifossus ingår i släktet Sinophorus och familjen brokparasitsteklar. Inga underarter finns listade i Catalogue of Life.